# H. Cegielski – Poznań

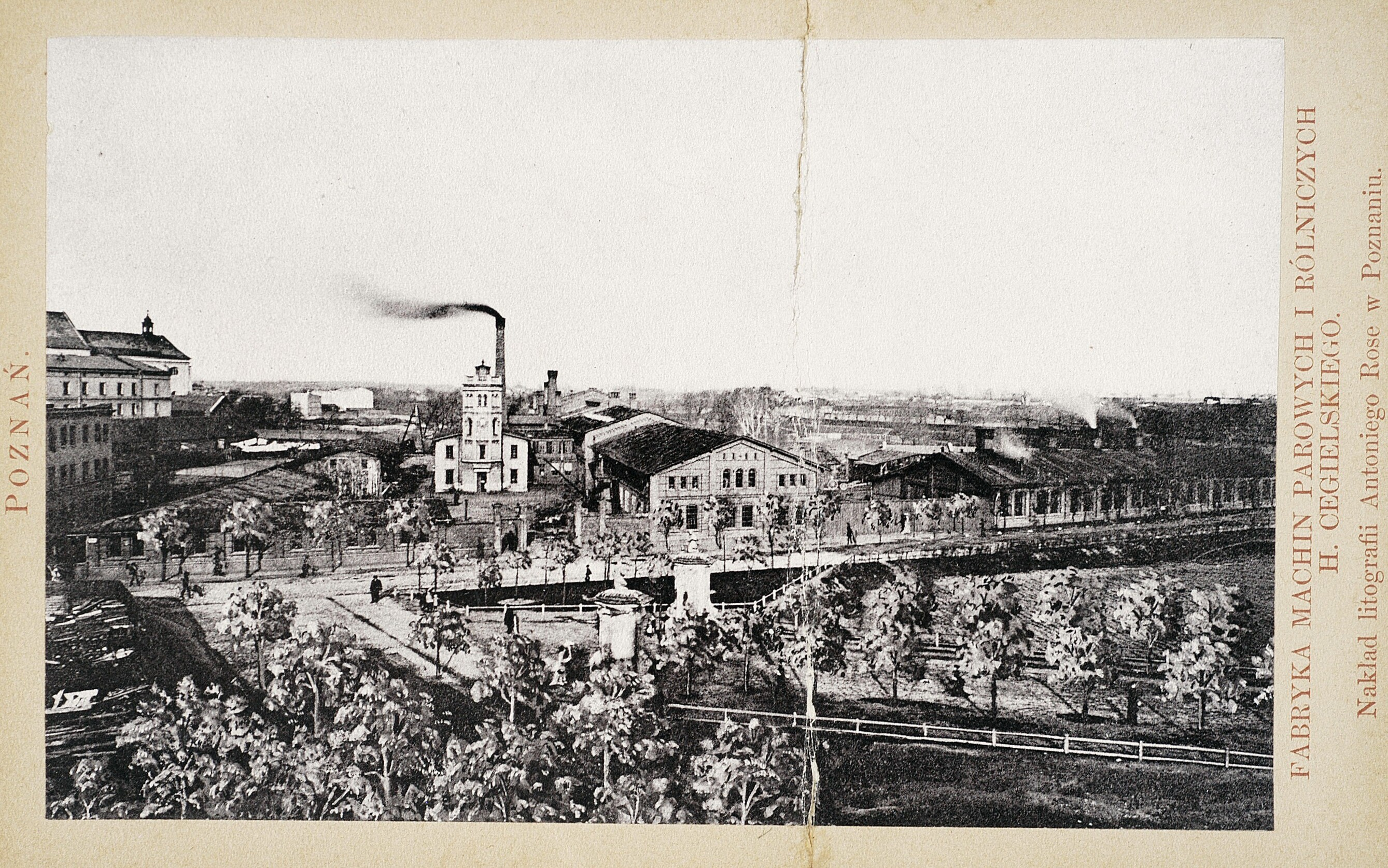
Fabryka Cegielskiego w 1884 r.

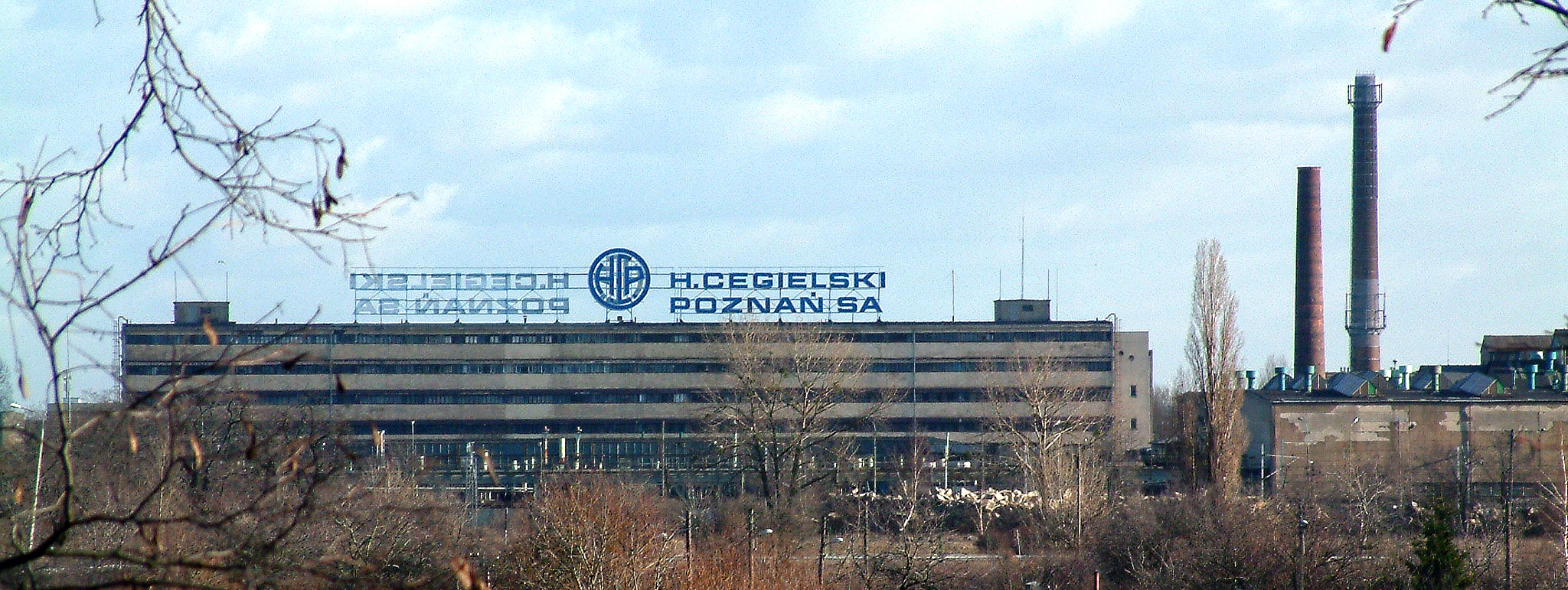
Zakłady widziane z Górczyna

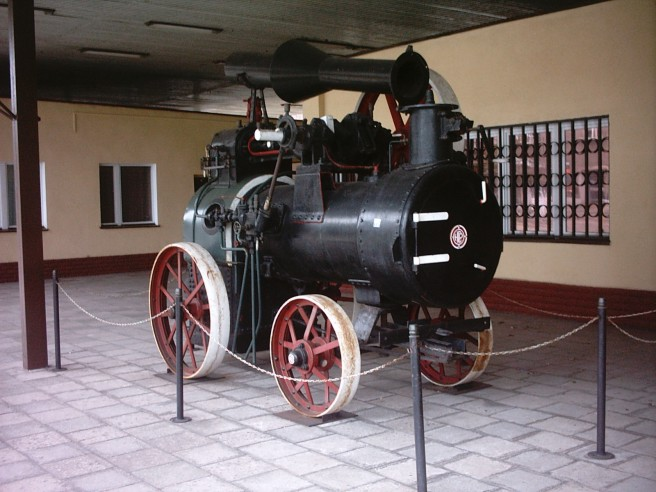
Lokomobila wyprodukowana w HCP, stojąca przed bramą na terenie zakładów

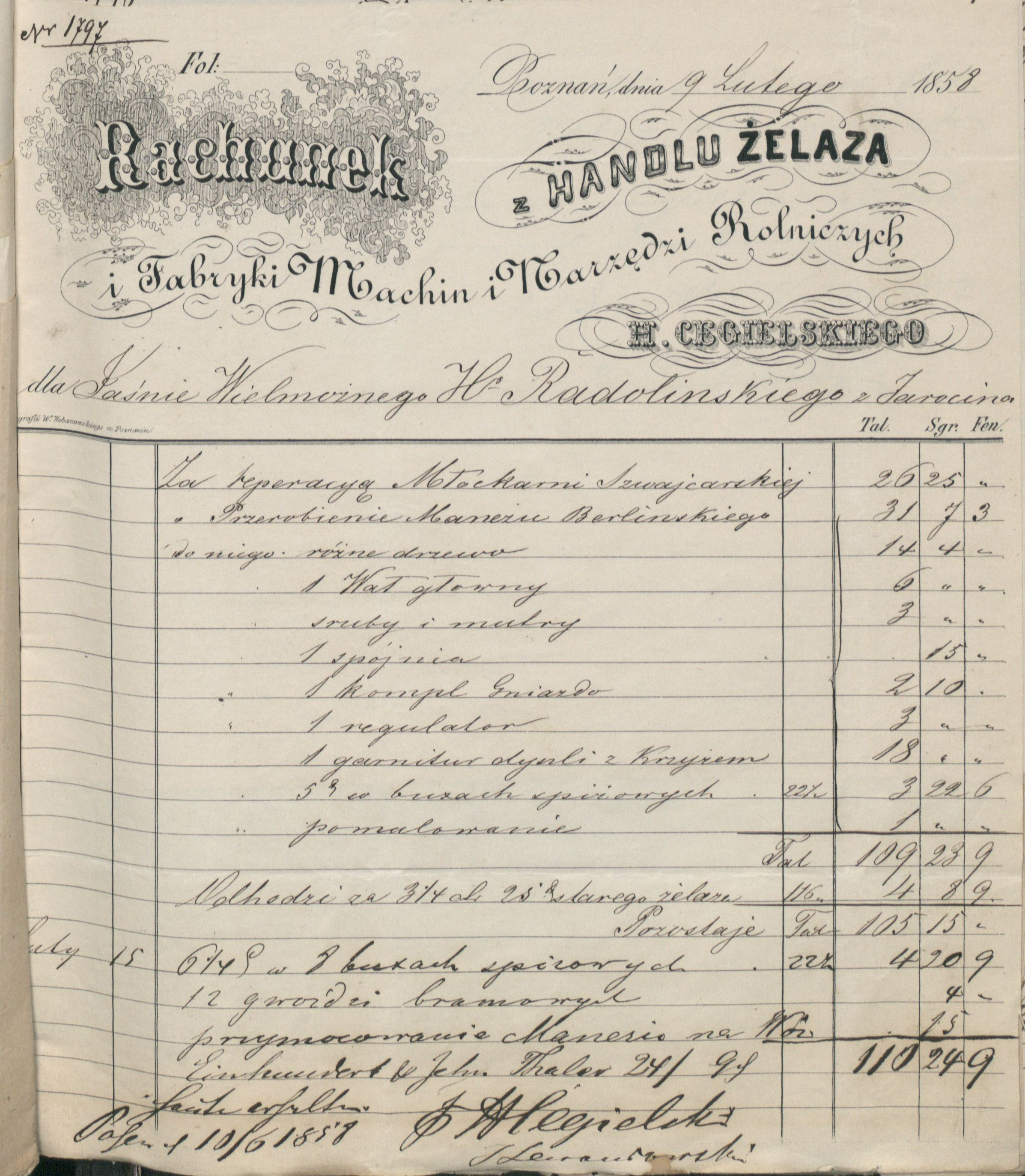
Rachunek z Handlu Żelaza i Fabryki Machin i Narzędzi Rolniczych H. Cegielskiego z 1858 r.

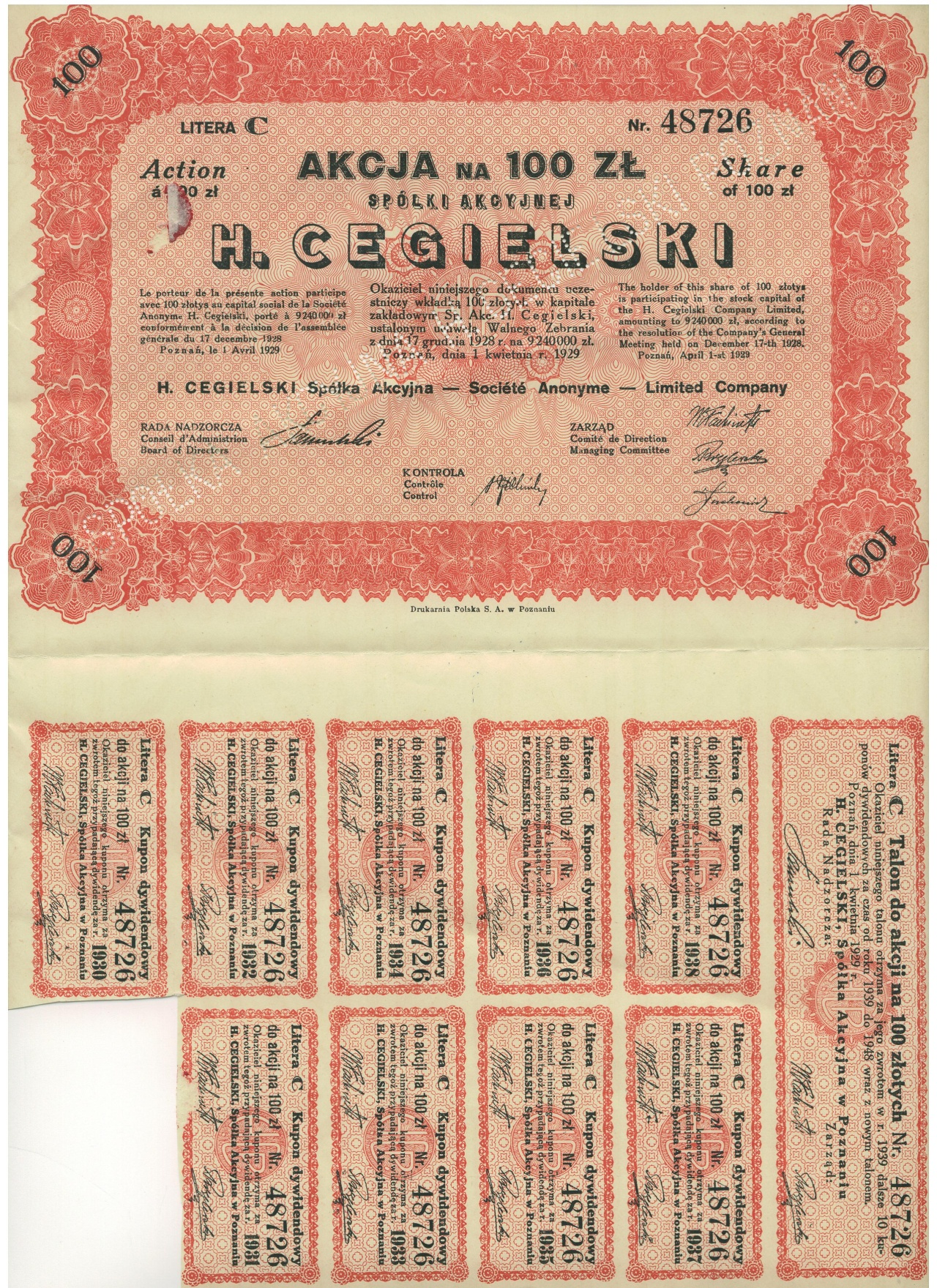
Akcja kuponowa fabryki Cegielskiego na 100 zł z datą emisji 1 kwietnia 1929 r.

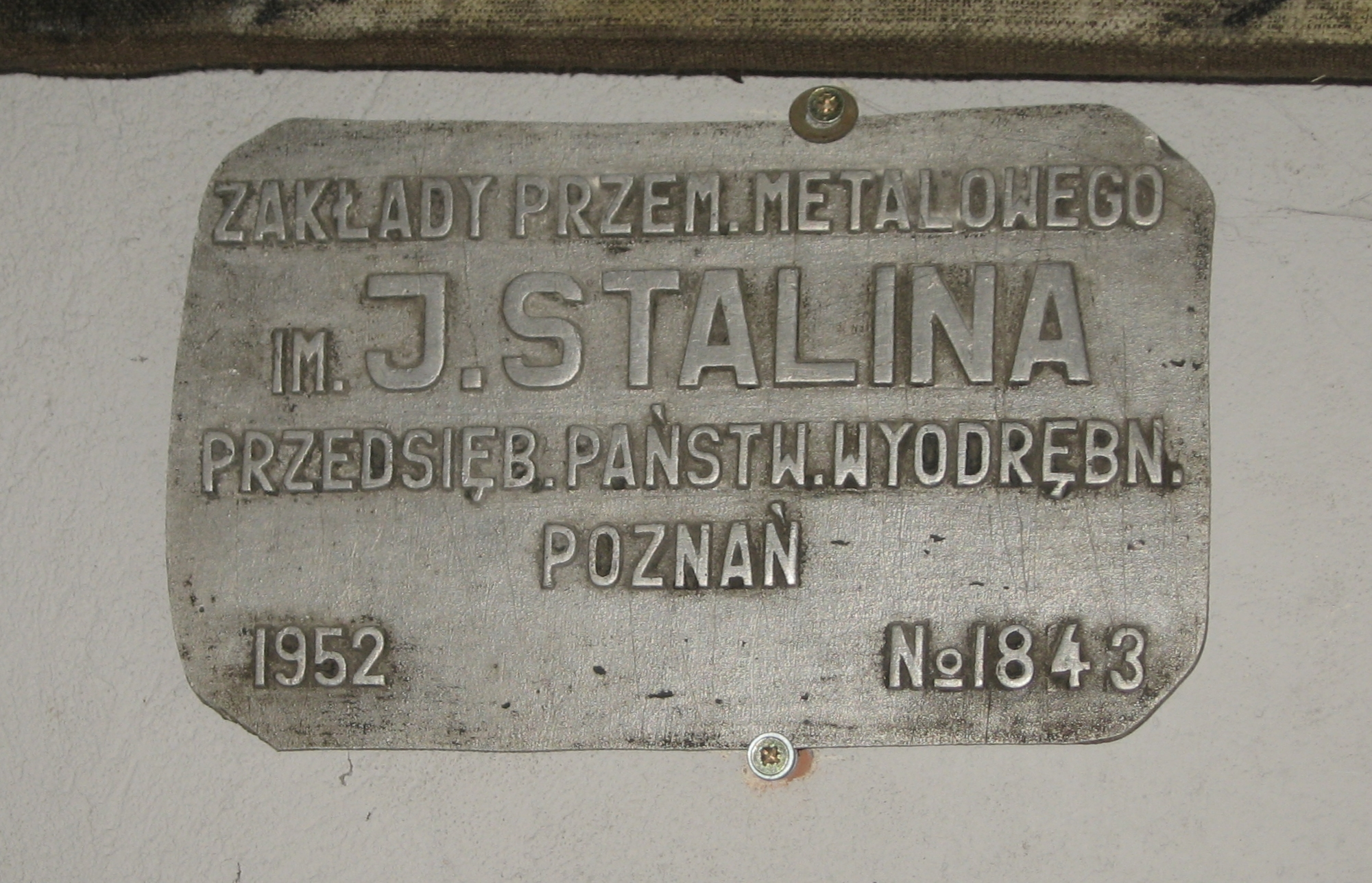
Tabliczka z okresu działalności jako ZISPO

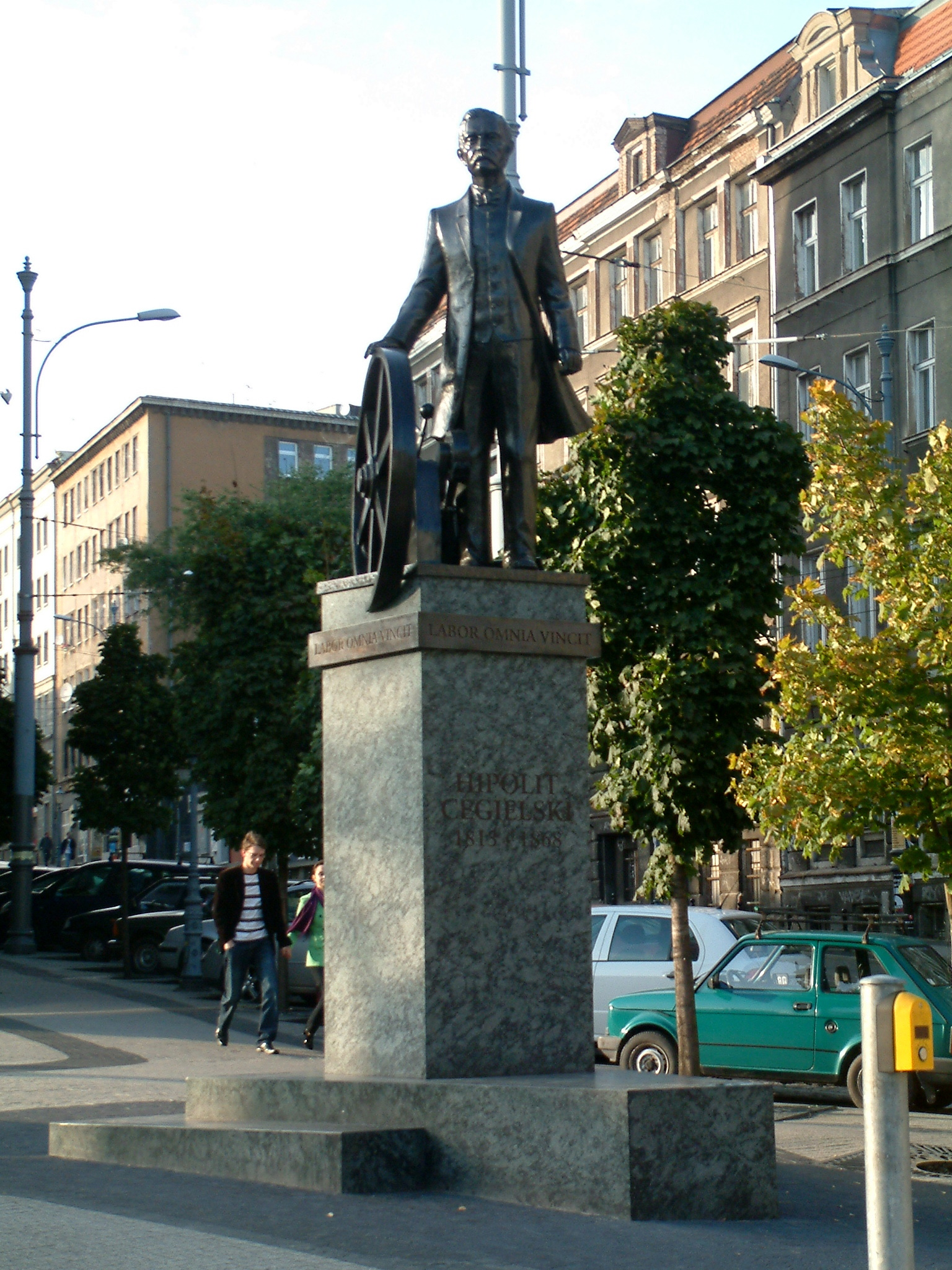
Pomnik twórcy HCP przy placu Wiosny Ludów w Poznaniu

H. Cegielski – Poznań S.A. (HCP, gwarowo Ceglorz) – przedsiębiorstwo założone przez Hipolita Cegielskiego w 1846 w Poznaniu. Producent silników okrętowych, lokomotyw parowych, spalinowych, elektrycznych i wagonów kolejowych.

## Historia

### Przed I wojną światową
W 1846 Hipolit Cegielski otworzył w Bazarze przy ul. Nowej sklep o nazwie Handel Żelaza. W 1850 w podwórzu przy ul. Butelskiej powstał warsztat naprawczy narzędzi rolniczych, a w 1855 przy ul. Koziej otwarto fabrykę machin i narzędzi rolniczych. W 1859 stale rozrastający się zakład przeniósł się na ul. Strzelecką, gdzie uruchomiono maszynę parową i odlewnię. W 1860 rozpoczęto produkcję lokomobili. Umierając w 1868, Hipolit Cegielski pozostawił spadkobiercom dynamicznie rozwijający się zakład zatrudniający w 1870 – przy ukończeniu budowy wg proj. Hebanowskiego – już 300 pracowników.
Po śmierci założyciela fabryką kierował jego przyjaciel Władysław Bentkowski, a w 1880 firmę przejął syn Hipolita, Stefan Cegielski, który nazwał zakłady „Fabryką Machin i Urządzeń Rolniczych H.Cegielski w Poznaniu”. Już w 1872 robotnicy po raz pierwszy w dziejach firmy zastrajkowali. W 1889 Stefan Cegielski został zmuszony przez kłopoty finansowe do przekształcenia zakładów w towarzystwo akcyjne, którego został głównym akcjonariuszem i wiceprezesem zarządu. Nowa spółka działała pod nazwą „H.Cegielski Towarzystwo Akcyjne w Poznaniu”. Przed 1902 spółka wykupiła fabrykę maszyn Urbanowski, Romocki i Spółka. W 1910-1914 większość produkcji przeniosła się do nowo wybudowanych zakładów na ul. Głównej. Ważną rolę w asortymencie pełniło wyposażenie dla produkcji rolnej i przetwórstwa spożywczego. W 1917 zatrudnienie sięgało około 500 robotników, a roczne obroty 3,5 mln marek, zaś firma skorzystała na wojennej koniunkturze.

### Dwudziestolecie międzywojenne
W 1919 spółka wykupiła tereny upadłej fabryki Juliusa Moegelina na Wildzie oraz sąsiadujące z nią zakłady Paulusa i fabrykę „Thermoelektromotor”, zaś rok później dokupiono tereny fabryki braci Lesserów. Na tym miejscu pozostaje do dziś. W latach 1921–1939 firmą kierował Wacław Fachinetti, Za jego rządów przeprowadzono reorganizację, poszerzając asortyment. Zakład podzielono na oddziały:
- Oddział I – dotychczasowe zakłady
- Oddział II (dawna fabryka J. Moegelina) – naprawa maszyn rolniczych oraz instalacji przemysłowo-rolniczych dla gorzelni, krochmalni, cukrowni i innych (zlikwidowany w 1933)
- Oddział III (dawna fabryka Paulusa) – fabryka wagonów i lokomobili
- Oddział IV (dawne „Thermoelektromotor”) – naprawa, a od 1927 również produkcja parowozów
- Oddział V (dawna fabryka Lesserów) – produkcja maszyn rolniczych

W 1923 Oddziały III, IV i V zostały połączone w jeden Oddział III.
Rozpoczęto również produkcję tramwajów. Zakłady przeżywały wówczas prawdziwy rozkwit. W 1917 zatrudniały około 500 osób, w 1920 około 990, a w 1923 już 4500 robotników i 580 pracowników umysłowych. Powstały też oddziały zamiejscowe – w Inowrocławiu, zatrudniający około 300 osób, oraz w Chodzieży, zatrudniający około 130 pracowników. wielki kryzys dotknął również HCP, w jego okresie wartość spółki zmalała czterokrotnie.
W 1923 w rocznicę powstania wprowadzono również używany do dziś znak firmowy – okrąg z literami HCP. W 1927 firmę przemianowano na „H.Cegielski Spółka Akcyjna w Poznaniu”.
Tuż przed wybuchem II wojny światowej powstał w Rzeszowie nowy oddział (późniejszy Zelmer SA). Jego budowę rozpoczęto w kwietniu 1937 na miejscu dawnej firmy Mars, a pierwsze obrabiarki powstawały w grudniu tego samego roku. Miał on wytwarzać nowoczesne maszyny i urządzenia. Do wybuchu wojny produkował m.in. armaty przeciwpancerne kalibru 37 mm i armaty przeciwlotnicze kalibru 40 mm (kooperował w tym zakresie z macierzystymi zakładami w Poznaniu), wozy taborowe, manierki żołnierskie, skrzynie amunicyjne i obrabiarki (około 40 szt. miesięcznie). W 1939 zakład znajdował się na etapie dochodzenia do pełnej zdolności produkcyjnej. W sierpniu 1939 zatrudniał 2500 osób. O skali zaangażowania zakładów w Rzeszowie w produkcję zbrojeniową świadczy wartość tej produkcji w stosunku wartości produkcji całego przedsiębiorstwa. Zakład w Rzeszowie produkował sprzęt artyleryjski o wartości 23 231 019 zł (36,5% wartości zamówień całego przedsiębiorstwa), inna produkcja wojskowa wynosiła 1 827 648 zł (2,8%), a obrabiarki 12 122 803 zł (18,8%). Zakład skupiał 58,1% wartości zamówień przedsiębiorstwa. Od marca 1939 wytwarzano miesięcznie 20–25 dział przeciwpancernych i 15–20 armat przeciwlotniczych, w większości na eksport do Wielkiej Brytanii i Holandii. W lipcu 1939 wyprodukowano ogółem już 80 dział. W zakładzie przygotowywano także produkcję reflektorów przeciwlotniczych o średnicy 120 cm (pierwsze trzy planowano przekazać wojsku w styczniu 1940).

### Okres II wojny światowej
Po wkroczeniu wojsk okupacyjnych zakłady w Poznaniu zostały skonfiskowane i 1 listopada 1939 sprzedane koncernowi Deutsche Waffen- und Munitionsfabriken (DWM). W tym okresie w fabryce produkowano różnorodne elementy na potrzeby niemieckiej armii: odlewy (przeciętnie 300 t miesięcznie) i części mechaniczne, elementów optycznych, poprzez rowery, motocykle,  zapalniki różnych kalibrów, łuski (> 25 mln szt.), lawety (80 miesięcznie) po części do samolotów i okrętów podwodnych. W okresie wojny wyprodukowano także aż 522 parowozy. Zakłady ucierpiały w dwóch nalotach w 1941 i kwietniu 1944. Po bombardowaniach i w związku ze zbliżaniem się Armii Czerwonej Niemcy ewakuowali fabrykę, pozostawiając zdewastowane hale.

### Po II wojnie światowej
Po wojnie zakład upaństwowiono, w 1949 zmieniono również nazwę na Zakłady Metalowe im. Józefa Stalina w Poznaniu (ZISPO). W dniu 28 czerwca 1956 pracownicy fabryki wzięli udział w proteście, który przekształcił się w Poznański Czerwiec 56. O godzinie 6:15 pochód pracowników ZISPO wyruszył z bramy W-3 i podążył ulicą Dzierżyńskiego ku targom i centrum. O 6:30 otwarto bramy po zachodniej części ulicy, a potem do robotników Cegielskiego przyłączali się pracownicy innych zakładów. Podczas pochodu zrzucono tablicę z nazwą Zakładów im. Stalina. 1 listopada tegoż samego roku zmieniono ponownie nazwę na „Zakłady Przemysłu Metalowego H.Cegielski w Poznaniu, Przedsiębiorstwo Państwowe”.
W 1956 kupiono od szwajcarskiej firmy Sulzer-Brothers Ltd. (dziś Wärtsilä Switzerland Ltd.) licencję na budowę silników okrętowych. Kolejną licencję zakupiono w 1959, tym razem od duńskiej firmy Burmeister&Wain (dziś MAN B&W Diesel A/S). W międzyczasie, w 1958, zakończono produkcję parowozów.
W 1970 rozpoczęto produkcję lokomotyw spalinowych SP45 na potrzeby PKP. W kolejnych latach podjęto wytwarzanie lokomotyw spalinowych SU46 i SP47, a także elektrycznych ET41, EU07 i EM10.
W 1995 firma została przekształcona w spółkę Skarbu Państwa o nazwie H. Cegielski – Poznań S.A., natomiast w latach 1996–1999 w wyniku zmian strukturalnych wyodrębnionych zostało z niej 9 spółek zależnych. Niektóre z nich zostały przejęte przez inne firmy (np. Fabrykę Obrabiarek W4 przejął Volkswagen i utworzył tam odlewnię aluminium), a inne się usamodzielniły (np. Odlewnia Żeliwa "Śrem" S.A.). W latach 2010–2012 miała miejsce kolejna restrukturyzacja, w wyniku której grupę HCP S.A. tworzą 4 spółki-córki.

## Grupa kapitałowa HCP
W wyniku restrukturyzacji zakładów przeprowadzonej w latach 2010–2012 powstała grupa kapitałowa HCP posiadająca 100% udziałów w 4 spółkach-córkach:
- H.Cegielski – Service Sp. z o.o.
- H.Cegielski – Energocentrum Sp. z o.o.
- H.Cegielski – Centrum Badawczo-Rozwojowe Sp. z o.o.
- Infocentrum Sp. z o.o. – Centrum Informatyki i Telekomunikacji firmy H. Cegielski – Poznań S.A.[9]

W marcu 2010 grupę opuściła spółka H. Cegielski – Fabryka Pojazdów Szynowych przejęta przez Agencję Rozwoju Przemysłu.
Do grudnia 2010 do grupy kapitałowej HCP należały również:
- H.Cegielski – Remocentrum Sp. z o.o. – Spółka została połączona przez likwidację z H.Cegielski – Energocentrum Sp. z o.o.
- H.Cegielski – Transcel Sp. z o.o. – połączona przez przejęcie z H.Cegielski – Logocentrum Sp. z o.o.

## Nagrody, certyfikaty, wyróżnienia
Firma uzyskała następujące certyfikaty jakości:
- ISO 9001 (zarządzania jakością) w 1995
- ISO 14001 (zarządzania środowiskiem) w 2000
- ISO 45001 (BHP) w 2000
- ISO 50001 (zarządzania energią) w 2021

Przedsiębiorstwo zdobyło również liczne nagrody i wyróżnienia. Między innymi:
- Złoty Medal na Międzynarodowych Targach Poznańskich w 1994
- Nagroda na Międzynarodowej Wystawie Wynalazczości w Pekinie w 1996
- Tytuł Lidera Polskiej Ekologii przyznany przez Ministra Ochrony Środowiska Zasobów Naturalnych i Leśnictwa w 1998
- Nagroda III Stopnia na II Międzynarodowym Konkursie na rozwiązanie w dziedzinie Ochrony Środowiska w Bielsku-Białej w 1999
- Certyfikat Marki Firmowej Instytutu Marki Polskiej w 2000